# Neville Chamberlain
Arthur Neville Chamberlain (ur. 18 marca 1869 w Birmingham, zm. 9 listopada 1940 w Reading) – brytyjski polityk, torysowski premier Wielkiej Brytanii w latach 1937–1940. Autor appeasementu (ang. „udobruchanie”) – polityki ustępstw prowadzonej przez rząd Wielkiej Brytanii, a później także rząd francuski z premierem Édouardem Daladierem w latach 1937–1939 względem przywódcy III Rzeszy Niemieckiej Adolfa Hitlera oraz jego sojusznika, premiera Włoch Benita Mussoliniego.
Pełnił funkcję kanclerza skarbu w latach 1923–1924 i od listopada 1931 do 1937 doprowadził do znacznego ożywienia gospodarczego, wprowadzając politykę niskiego oprocentowania i łatwo dostępnego kredytu. Plany reform socjalnych nie zostały zrealizowane, ze względu na wydatki wojskowe. Był także ministrem zdrowia w roku 1923, w latach 1924–1929 i potem w roku 1931, w czasie swojego urzędowania przeprowadził ustawy socjalne.
W maju 1937 roku został premierem Wielkiej Brytanii. Jako premier prowadził politykę tzw. appeasementu (udobruchania), która polegała na stosowaniu ustępstw w polityce wobec hitlerowskich Niemiec i faszystowskich Włoch. Tą polityką kierował się Chamberlain w czasie negocjacji, jakie prowadził we wrześniu 1938 roku z Hitlerem w Berchtesgaden i Bad Godesberg. Taktyka ta miała na celu zachowanie pokoju w Europie za wszelką cenę, a także stworzenie przeciwwagi wobec zakusów stalinowskiego ZSRR na Europę Zachodnią. Innym wytłumaczeniem jego polityki może być próba odsunięcia wojny Wielkiej Brytanii z Niemcami ze względu na nieprzygotowanie do takiego konfliktu.
Zgodził się także podpisać układ monachijski oddający Niemcom część Czechosłowacji (tzw. Sudetenland). Takie postępowanie mogło wówczas utwierdzić Hitlera w przekonaniu, że Wielka Brytania zachowa neutralność wobec wszelkich jego działań w Europie. Chamberlain nie odważył się na reakcję wobec hitlerowskiego pogwałcenia układu monachijskiego przez wkroczenie 15 marca 1939 Wehrmachtu do Pragi.
Po krytyce jego działań ze strony opozycji zmienił nieco kurs swojej polityki zagranicznej. Działania te, jak wprowadzenie w kwietniu 1939 roku powszechnego obowiązku służby wojskowej, były jednak spóźnione.
Jest prawdopodobne, że Chamberlain, podejrzewając rzekomą możliwość zawarcia sojuszu między Polską a Niemcami, chciał wykluczyć tę okoliczność i skierować niemiecką agresję na wschód. Z tego względu 31 marca 1939 roku ogłosił w parlamencie gwarancję niepodległości Polski. Było to zaskoczeniem nawet dla jego najbliższych współpracowników. Polsko-brytyjski traktat o wzajemnej pomocy zawarto 25 sierpnia 1939 roku. Po uderzeniu wojsk niemieckich na Polskę rząd brytyjski 3 września wystosował ultimatum żądające zaprzestania agresji niemieckiej, a wobec jego odrzucenia wypowiedział wojnę III Rzeszy.
Po fiasku brytyjskiej ekspedycji w sprawie Norwegii zaatakowanej przez Niemców i wobec ostrej opozycji w parlamencie 10 maja 1940 roku zrezygnował ze stanowiska premiera, pozostając jednak w gabinecie Winstona Churchilla.
Wkrótce wykryto u niego raka żołądka. W lipcu 1940 roku był operowany, w październiku zrezygnował z zajmowanych stanowisk, a 9 listopada zmarł.

## Wczesne lata życia i początki kariery politycznej
Był najstarszym synem z drugiego małżeństwa Josepha Chamberlaina, późniejszego ministra. Jego starszym bratem przyrodnim był inny konserwatywny polityk, Austen Chamberlain. Matka Neville’a zmarła przy porodzie w 1875 r. Wykształcenie odebrał w Rugby School. Interesował się botaniką (w późniejszych latach został członkiem Królewskiego Towarzystwa Ogrodniczego), ornitologią, wędkarstwem, muzyką i literaturą (w późniejszych przemówieniach często cytował Szekspira).
Po ukończeniu szkoły Neville kontynuował edukację w Mason Science College (późniejszy Uniwersytet Birmingham). Uzyskał tam tytuł naukowy z metalurgii i fizyki. Po studiach rozpoczął pracę w firmie rachunkowej. W 1890 r. Joseph Chamberlain, chcąc ratować finanse rodziny, postanowił założyć uprawę agawy sizalowej na Bahamach. Neville i Austen wyjechali do Ameryki, gdzie wybrali wyspę Andros jako teren na przyszłą plantację. Jednak z powodu niestabilnego środowiska uprawa została zlikwidowana w 1896 r. W kolejnych latach Neville był przewodniczącym wielu firm w Birmingham, m.in. Elliots i Hotskins.
Neville rozpoczął karierę polityczną w listopadzie 1911 r., kiedy został wybrany do rady miasta Birmingham. Wkrótce został przewodniczącym miejskiej komisji planowania. W styczniu 1912 r. poślubił Anne Vere Cole i miał z nią dwoje dzieci – Dorothy Ethel i Francisa Neville’a. W 1913 r. stanął na czele komisji badającej stan miejskich budynków. W 1915 r. został burmistrzem Birmingham. Za czasów jego urzędowania powstała Birmingham Symphony Orchestra oraz Birmingham Municipal Bank. W 1916 r. Neville został ponownie wybrany burmistrzem, ale nie dokończył swojej drugiej kadencji.

## Kariera polityczna
W grudniu 1916 r. Neville Chamberlain został dyrektorem Służby Narodowej. Na tym stanowisku odpowiadał za sprawne działanie przemysłu produkującego na potrzeby wojska. Zrezygnował z tego stanowiska w 1917 r. Wystartował w pierwszych powojennych wyborach parlamentarnych w 1918 r. i uzyskał mandat z okręgu Birmingham Ladywood. Odmówił objęcia stanowiska młodszego ministra w Ministerstwie Zdrowia i przez pierwsze 4 lata zasiadał w tylnych ławach Izby Gmin.
Niezadowolenie większości konserwatywnych deputowanych z koalicyjnego rządu Lloyda George’a doprowadziło w październiku 1922 r. do upadku tego gabinetu. W konserwatywnym rządzie Andrew Bonar Law'a Neville Chamberlain został poczmistrzem generalnym oraz członkiem Tajnej Rady. W 1923 r. został ministrem zdrowia i Paymaster-General. Później w tym samym roku kanclerz skarbu Stanley Baldwin został nowym premierem i Chamberlain zastąpił go na jego dotychczasowym stanowisku. Chamberlain sprawował je do upadku gabinetu w styczniu 1924 r.
Partia Konserwatywna powróciła do władzy jeszcze w tym samym roku. W nowym gabinecie Chamberlain ponownie został ministrem zdrowia. Podczas wyborów parlamentarnych musiał stawić czoła kandydatowi laburzystów Oswaldowi Mosleyowi, z którym wygrał różnicą 77 głosów. W następnych wyborach Chamberlain wystartował już z okręgu Birmingham Edgbaston. Na stanowisku ministra Chamberlain zreformował samorząd lokalny oraz doprowadził do uchwalenia wielu ustaw socjalnych.
Konserwatyści przegrali wybory parlamentarne w 1929 r. W 1930 r. Chamberlain został wybrany przewodniczącym Partii Konserwatywnej. Został również pierwszym przewodniczącym Conservative Research Department. Zaliczał się do grona najbliższych współpracowników lidera konserwatystów Stanleya Baldwina.
Narastający kryzys ekonomiczny skłonił premiera MacDonalda do zawarcia w 1931 r. koalicji z konserwatystami i liberałami. Rokowania, które doprowadziły do powstania rządu narodowego, ze strony Partii Konserwatywnej prowadził Chamberlain. W rządzie narodowym został on ministrem zdrowia. Po wyborach z 1931 r. objął, po raz drugi w swojej karierze, tekę kanclerza skarbu. Na tym stanowisku udało mu się pokonać trudności gospodarcze i uporządkować sytuację finansową kraju. W 1933 r. brał udział w konferencji w Lozannie, gdzie doszło do anulowania brytyjskiego długu wojennego.

## Na czele rządu Jego Królewskiej Mości

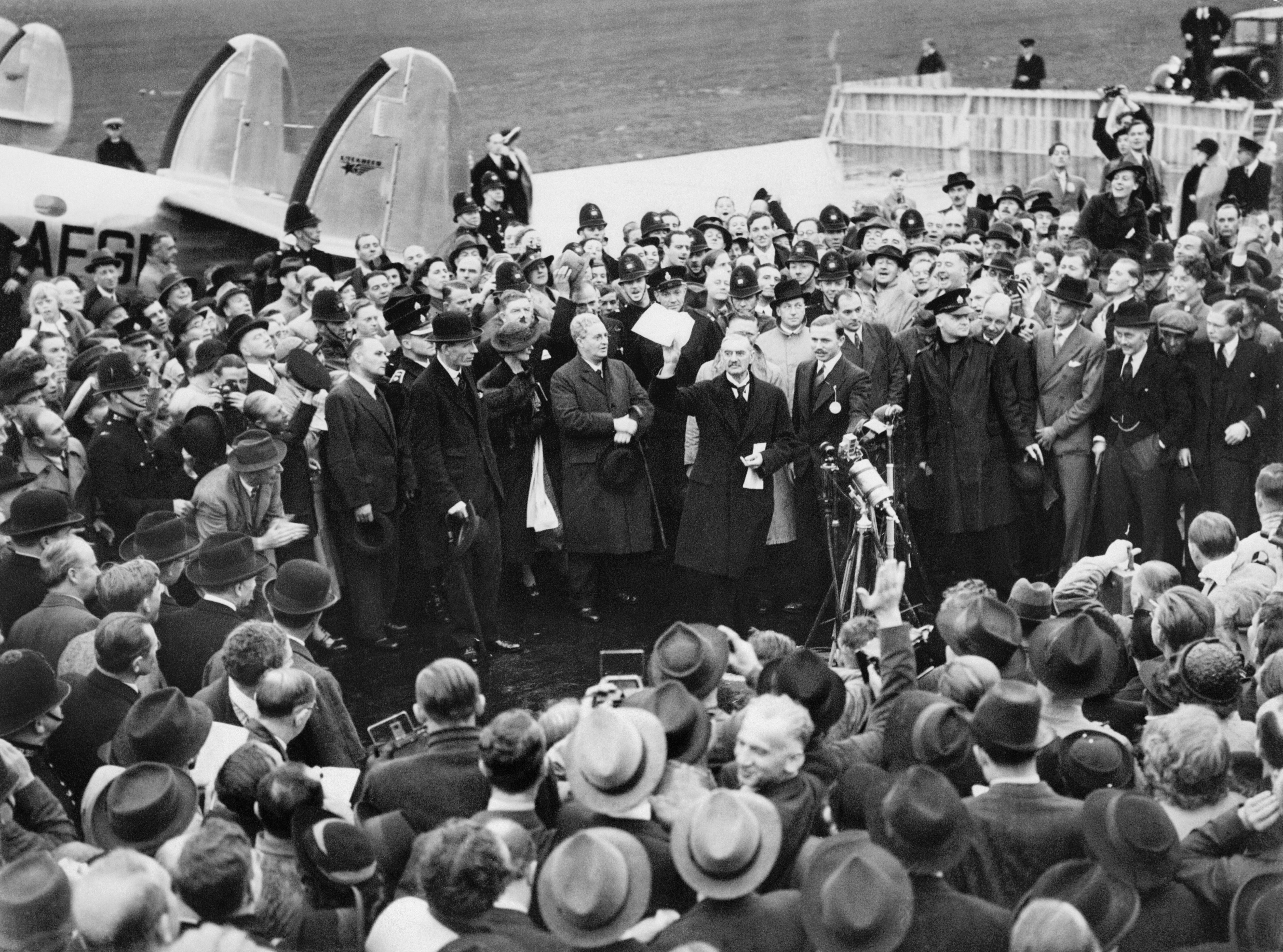
Neville Chamberlain na lotnisku Heston po powrocie z Monachium z tekstem układu monachijskiego w ręku

Po rezygnacji Baldwina w 1937 r. Chamberlain został jego następcą na stanowisku premiera. Nowy rząd przeprowadził wiele reform o charakterze socjalnym, m.in. przyznano robotnikom prawo do płatnego urlopu. Planowano również podwyższenie wieku opuszczania szkoły do 15 lat oraz reformę wymiaru sprawiedliwości w sprawach karnych. Reformy te nie doszły do skutku z powodu wybuchu II wojny światowej.
Polityka zagraniczna rządu Chamberlaina związana jest ściśle z próbami utrzymania pokoju wobec narastającego ekspansjonizmu hitlerowskich Niemiec. Chamberlain jeszcze jako kanclerz skarbu dał się poznać jako zwolennik pokojowej polityki. Sprzeciwiał się nałożeniu sankcji gospodarczych na Włochy po inwazji tego kraju na Abisynię, a także popierał politykę nieangażowania się w hiszpańską wojnę domową. Kiedy objął stanowisko premiera od początku zaczął prowadzić politykę appeasementu, która polegała na zachowaniu pokoju za cenę ustępstw wobec Niemiec i Włoch.
Kiedy w marcu 1938 r. Niemcy dokonały Anschlussu Austrii, Wielka Brytania nie zareagowała. W kwietniu rząd brytyjski podpisał porozumienie z Włochami. Kiedy we wrześniu 1938 r. rozpoczął się kryzys sudecki, Chamberlain odwiedził Hitlera w Berchtesgaden oraz w Bad Godesberg. Od 28 do 30 września uczestniczył w konferencji w Monachium, na której postanowiono o oddaniu Niemcom Kraju Sudetów (niem. Sudetenland). Chamberlain uznał ten układ za swój wielki sukces. Po powrocie do kraju na lotnisku Heston nazwał zawarte tam porozumienie „pokojem dla naszych czasów”. Odmiennego zdania był polityczny przeciwnik Chamberlaina, Winston Churchill, który powiedział: mieli do wyboru hańbę, albo wojnę. Wybrali hańbę, a wojnę dostaną i tak.
Po Monachium Chamberlain kontynuował politykę ustępstw. W lutym 1939 r. uznał dyktaturę Francisco Franco w Hiszpanii. Dopiero zajęcie przez Niemcy reszty Czechosłowacji w marcu 1939 r. zmusiło Chamberlaina do zajęcia twardszego stanowiska. Po inwazji Niemiec na Polskę 1 września 1939 r. Chamberlain wystosował do Niemiec ultimatum, a 3 września Wielka Brytania wypowiedziała wojnę III Rzeszy.

## II wojna światowa
Opinia publiczna w Wielkiej Brytanii domagała się wojny już 1 września, ale Chamberlain zdecydował się czekać na deklarację ze strony Francji. Kiedy 2 września ogłosił w Izbie Gmin skierowanie ultimatum wobec Niemiec, spotkał się z krytyką nawet własnego zaplecza politycznego. Nieusatysfakcjonowany wystąpieniem premiera były konserwatywny minister Leo Amery zawołał w kierunku jednego z liderów laburzystowskiej opozycji Arthura Greenwooda: Przemów w imieniu Anglii, Arthurze! („Speak for England, Arthur!”). Główny whip rządowy, David Margesson, przekonał Chamberlaina, że rząd może upaść, jeśli nie wypowie Niemcom wojny. Wypowiedzenie wojny nastąpiło 3 września.
Wraz z wypowiedzeniem wojny nastąpiła rekonstrukcja gabinetu. Powrócił doń m.in. krytyk Chamberlaina, Winston Churchill, który został pierwszym lordem Admiralicji. Nie powiodła się próba utworzenia szerszej koalicji, gdyż poparcia gabinetowi nie udzieliły zarówno Partia Pracy, jak i Partia Liberalna.
Przez kolejnych 8 miesięcy na froncie zachodnim trwała tzw. „dziwna wojna”, podczas której żadna z walczących stron nie prowadziła działań wojennych. Okres ten dla gabinetu Chamberlaina zaznaczył się narastającym konfliktem między reformatorsko nastawionym ministrem wojny Lesliem Hore-Belishą, a szefem Imperialnego Sztabu Generalnego, lordem Gortem, który w efekcie doprowadził do dymisji ministra.
Rząd Chamberlaina zachował obojętność wobec wojny radziecko-fińskiej 1939–1940. Mimo nawoływań nie zdecydował się udzielić Finom militarnego wsparcia. Nie przyniosło mu to żadnych negatywnych konsekwencji, podczas gdy we Francji nieudzielenie pomocy Finlandii doprowadziło w efekcie do upadku rządu Daladiera. Na interwencję Chamberlain zdobył się dopiero w kwietniu 1940 r. po inwazji Niemiec na Danię i Norwegię. W czasie II wojny światowej jego nazwisko naziści niemieccy umieścili na liście wrogów III Rzeszy, tzw. Czarnej Księdze.

## Rezygnacja
W maju 1940 r. pozycja rządu na brytyjskiej scenie politycznej pogorszyła się. 8 maja podczas głosowania nad kwestią norweską przeszło 40 konserwatywnych deputowanych opowiedziało się przeciwko rządowi. Mimo że rząd wygrał to głosowanie, Chamberlain rozpoczął rozmowy dotyczące koalicji z Partią Pracy oraz wskazania ewentualnego swojego następcy. Kandydatów było dwóch – Churchill oraz minister spraw zagranicznych lord Halifax.
Rząd Chamberlaina podał się do dymisji wieczorem 10 maja, po niemieckiej inwazji na Belgię, Holandię i Luksemburg. Premierem został Churchill, a Chamberlain otrzymał stanowisko Lorda Przewodniczącego Rady. Pozostał na tym stanowisku do swojej śmierci, która nastąpiła 9 listopada 1940 r. Jej przyczyną był rak jamy brzusznej.

## Gabinety Neville’a Chamberlaina

### Pierwszy gabinet, maj 1937 – wrzesień 1939
- premier: Neville Chamberlain
- lord kanclerz: Douglas Hogg, 1. wicehrabia Hailsham
- lord przewodniczący Rady: Edward Wood, 3. wicehrabia Halifaksu
- lord tajnej pieczęci: Herbrand Sackville, 9. hrabia De La Warr
- kanclerz skarbu: John Simon
- minister spraw wewnętrznych: Samuel Hoare
- minister spraw zagranicznych: Anthony Eden
- minister kolonii: William Ormsby-Gore
- minister ds. dominiów: Malcolm MacDonald
- minister wojny: Leslie Hore-Belisha
- minister ds. Indii i Birmy: Lawrence Dundas, 2. markiz Zetland
- minister lotnictwa: Philip Cunliffe-Lister, 1. wicehrabia Swinton
- minister ds. Szkocji: Walter Elliot
- pierwszy lord Admiralicji: Duff Cooper
- przewodniczący Zarządu Handlu: Oliver Stanley
- przewodniczący Rady Edukacji: James Stanhope, 7. hrabia Stanhope
- minister rolnictwa: William Morrison
- minister pracy: Ernest Brown
- minister zdrowia: Kingsley Wood
- minister transportu: Leslie Burgin
- minister koordynacji obrony: Thomas Inskip

Zmiany
- luty 1938 – lord Halifax zastępuje Anthony’ego Edena na stanowisku ministra spraw zagranicznych, lord Hailsham zastępuje lorda Halifaksa na stanowisku Lorda Przewodniczącego Rady, lord Maugham zastępuje Hailshama na stanowisku Lorda Kanclerza.
- marzec 1938 – lord Winterton, Kanclerz Księstwa Lancaster, wchodzi w skład gabinetu.
- maj 1938 – Malcolm MacDonald zastępuje Williama Ormsby-Gore’a na stanowisku ministra ds. kolonii, lord Stanley zastępuje MacDonalda na stanowisku ministra ds. dominiów, Kingsley Wood zastępuje lorda Swintona na stanowisku ministra lotnictwa, Walter Elliot zastępuje Wooda na stanowisku ministra zdrowia, John Colville zastępuje Elliota na stanowisku ministra ds. Szkocji.
- październik 1938 – lord Stanhope zastępuje Duffa Coopera na stanowisku pierwszego lorda Admiralicji, lord De La Warr zastępuje Stanhope’a na stanowisku przewodniczącego Rady Edukacji, John Anderson zastępuje De La Warra na stanowisku Lorda Tajnej Pieczęci, Malcolm MacDonald zastępuje lorda Stanleya na stanowisku ministra ds. dominiów, MacDonald pozostaje ministrem ds. kolonii, lord Runciman of Doxford zastępuje lorda Hailshama na stanowisku Lorda Przewodniczącego Rady.
- styczeń 1939 – Thomas Inskip zastępuje Malcolma MacDonalda na stanowisku ministra ds. dominiów, lord Chatfield zastępuje Inskipa na stanowisku ministra koordynacji obrony, William Morrison zastępuje lorda Wintertona na stanowisku Kanclerza Księstwa Lancaster, Reginald Dorman-Smith zastępuje Morrisona na stanowisku ministra rolnictwa.
- kwiecień 1939 – Leslie Burgin zostaje ministrem bez teki, jego następcą na stanowisku ministra transportu zostaje Euan Wallace.
- lipiec 1939 – Burgin zostaje ministrem zaopatrzenia.

### Drugi gabinet, wrzesień 1939 – maj 1940
- premier: Neville Chamberlain
- lord tajnej pieczęci: Samuel Hoare
- kanclerz skarbu: John Simon
- minister spraw zagranicznych: Edward Wood, 3. wicehrabia Halifaksu
- minister wojny: Leslie Hore-Belisha
- minister lotnictwa: Kingsley Wood
- pierwszy lord Admiralicji: Winston Churchill
- minister koordynacji obrony: Ernle Chatfield, 1. baron Chatfield
- minister bez teki: Maurice Hankey, 1. baron Hankey

Zmiany
- styczeń 1940 – Oliver Stanley zastępuje Lesliego Hore-Belishę na stanowisku ministra wojny.
- kwiecień 1940 – Samuel Hoare zastępuje Kingleya Wooda na stanowisku ministra lotnictwa, Wood zastępuje Hoare’a na stanowisku Lorda Tajnej Pieczęci, lord Chatfield opuszcza gabinet, stanowisko ministra koordynacji obrony zostaje zlikwidowane.